# 瓜水母科
瓜水母科（学名：Beroidae）是瓜水母目下的一个科。瓜水母这种无脊椎动物和水母非常相似，与大部分水母不同的是，瓜水母身上没有刺囊细胞，因此是无毒的。瓜水母通体透明，白天几乎看不见，只有在漆黑的环境中才能看得到。

## 下属分类
本科包括以下属：
- 瓜水母属 Beroe Muller, 1776，别名：Beröe Martens, 1870
- 水梳水母属 Hydroctena Dawydoff, 1904
- Idyia
- 帽天栉水母属 Maotianoascus Chen & Zhou, 1997，帽天囊水母屬
- Neis Lesson, 1843